# ファッテ・ジャンガ・シャハ

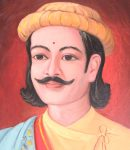
ファッテ・ジャンガ・シャハ

ファッテ・ジャンガ・シャハ（英語: Fateh Jang Shah、ネパール語: फत्तेजंग शाह、1805年 - 1846年9月14日）or Fatteh Jang Chautariya は、ネパール王国の政治家。同国首相を2期務める。王族出身。
首相任期は次のとおり。
1. 1840年 - 1843年
2. 1845年9月 - 1846年9月14日

## 生涯
1840年、ラナ・ジャンガ・パンデに代わる形で首相となる。
1845年9月、ネパールの首相に再びなるが政治の実権はラジェンドラ・ビクラム・シャハ国王の王妃であるラージャ・ラクシュミー・デビーの愛人だった軍参謀長ガガン・シンハ・カワースによって握られていた。ジャンガ・バハドゥル・ラナはガガンに野心を見せずに王妃に取り入って、ガガン・シンハが持っていた7個連隊のうち3個連隊の指揮官になった。
1846年9月14日夜、ガガン・シンハは宮廷のバルコニー祈祷中に射殺されたので王妃はジャンガ・バハドゥル・ラナにただちに全廷臣を王宮警護隊の庭(コート)に集めるよう命じた。王妃の命により、ジャンガ・バハドゥルは部下たちを庭内部にて王妃の命令があるまで出さないよう命じた。内部では様々な出来事の後、ファッテ・ジャンガ・シャハをはじめ多くの廷臣が虐殺された。